# 李師曾
李師曾（1524年—？），字宗孔，號魯菴，山東濟南府霑化縣民籍，明朝政治人物。

## 生平
治《易经》，嘉靖四十年（1561年）辛酉科山東鄉試第三十五名舉人。萬曆二年（1574年）甲戌授陕西興平縣知縣，五年調任河南許州學正，卒。

## 家族
曾祖李堂。祖李愷。父李粹。前母解氏，母石氏，继母賈氏。永感下。兄李師顏。

## 引用
1. ↑  张朝瑞. . 《续修四库全书》史部第828册.
2. ↑  鲁小俊，江俊伟. . 武汉: 武汉大学出版社. 2009. ISBN 978-7-307-07043-1.
3. ↑  《山東辛酉科同年齒録》
4. ↑  龚延明主编 (编). . 宁波: 宁波出版社. 2016. ISBN 978-7-5526-2320-8. 《天一閣藏明代科舉錄選刊.鄉試錄》

- 《山东通志》